# Spiraea muliensis
Spiraea muliensis är en rosväxtart som beskrevs av Yu och L. T. Lu. Spiraea muliensis ingår i släktet spireor, och familjen rosväxter. Inga underarter finns listade i Catalogue of Life.